# رحلة ناصر خسرو

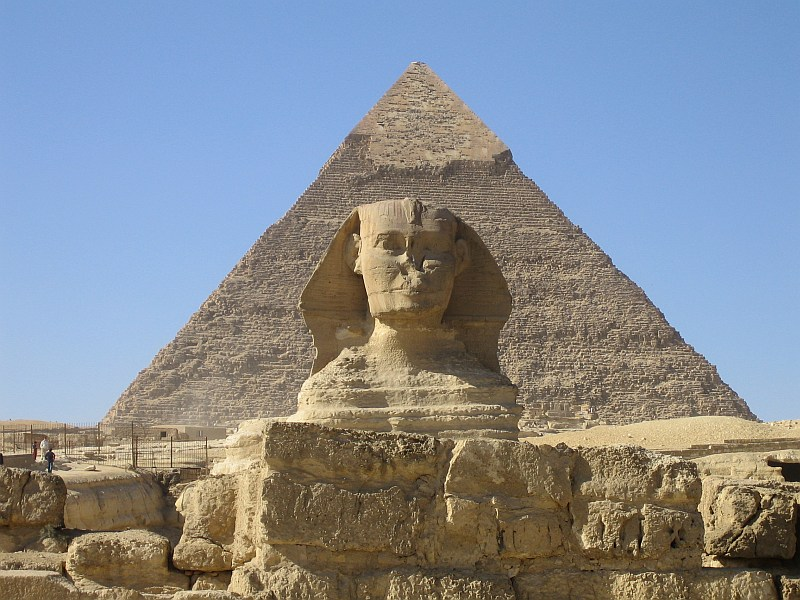

رحلة ناصر خسرو أو سفرنامه ناصر خسرو (بالفارسية: سفرنامهٔ ناصر خسرو) أو السفرنامه من مؤلفات ناصر خسرو باللغة الفارسية وقد كتب في سنة 437 هجرية. هذا الكتاب شبيه بكتاب سياست نامه مكتوب بلغة سهلة خالية من الصنعة والمحسنات.

## رحلاته
يذكر في رحلة ناصر خسرو رحلاته التي قام بها؛ إذ خرج من مدينة مرو وسار إلي مدينة نيسابور، فزار الشيخ الصوفي بايزيد البسطامي في مدينة قم. ثم ذهب إلي مدينة دامغان حتي وصل إلي مدينة سمنان فتعرف هناك النسائي من تلاميذ پورسينا. ثم اجتاز مدينة قزوين ووصل إلي تبريز وهناك تعرف بالشاعر قطران وفسر له جملة مقطوعات صعبة من أشعار الشاعرين الدقيقي ومنجيك، ثم خرج من تبريز إلي وان ثم أخلاط ثم بطليس ثم‌ أرزن ثم ميافارقين ثم آمد ومنها إلي حلب ثم إلي معرة النعمان حيث تلاقي بالشاعر العربي الفيلسوف أبي العلاء المعري. ثم خرج من معرة النعمان إلي مدينة حماة ثم إلي طرابلس ثم إلي بيروت ثم إلي صيدا ثم إلي صور ثم إلي عكا ثم إلي حيفا وبقي في الشام فترة تمكن فيها من زيارة الأراضي المقدسة وقبور الأنبياء وبيت المقدس وبيت لحم وجليل وكفرناحوم وعزم علي أن يغادرها إلي مصر بطريق البحر ولكن الرياح لم تساعده علي السفر بحراً فسار إليها براً ووصل في النهاية إلي القاهرة.
و بقي ناصرخسرو في مصر مدة سنتين أو ثلاث سنوات؛ وهذه فترة هامة من فترات حياته، لأنه استطاع أن يتحقق فيها من عظمة الخليفة الفاطمي المستنصر بالله؛ و لأنه كان في مصر انضمامه إلي الإسماعيلية وتبحره في مذاهبهم الباطنية بحث انتدبوه ليكون داعيهم وحجتهم في خراسان.
و قد استغرقت رحلة ناصرخسرو منذ خروجه من موطنه إلي وقت رجوعه سبع سنوات كاملة(437 هجرية) وقد تمكن في خلال هذه المدة من أداء فريضة الحج خمس مرات، عاد بعدها في النهاية من الحجاز إلي بلخ ماراً بتهامة واليمن واليمامة والإحساء والقطيف فالبصرة، وأقام بالبصرة‌ ما يقرب من شهرين ثم غادرها إلي مرو، ماراً بارجان وأصفهان ونائين وطبس وتون وسرخس.